# 1933 en bande dessinée
| Années de la bande dessinée : 1930 - 1931 - 1932 - 1933 - 1934 - 1935 - 1936    |
| Décennies de la bande dessinée : 1900 - 1910 - 1920 - 1930 - 1940 - 1950 - 1960 |

Cet article présente les faits marquants de l'année 1933 en bande dessinée.

## Évènements
- Maxwell Charles Gaines, représentant chez l’imprimeur Eastern Color Printing, fabrique un fascicule de seize pages, Funnies on Parade, pour le compte du publicitaire Procter & Gamble.
- Ernie Bushmiller introduit le personnage « Nancy » (aussi connue en français comme « Zoé ») dans sa bande dessinée Fritzi Ritz (en français Tante Fritzi) créée en 1922.

## Comic Strips
| Date       | Titre       | Auteur        | Évènement | Éditeur         |  |
| ---------- | ----------- | ------------- | --------- | --------------- |  |
| 31 juillet | Dickie Dare | Milton Caniff | Création  | AP Newsfeatures |  |

## Nouveaux albums
Voir aussi : Albums de bande dessinée sortis en 1933

### Franco-Belge
| Sortie | Titre                                                    | Scénariste     | Dessinateur    | Coloriste      | Éditeur        |
| ------ | -------------------------------------------------------- | -------------- | -------------- | -------------- | -------------- |
| ?      | à compléter                                              |                |                |                |                |
| 1933   | Poucette trottin, t. 1 Les Aventures de Poucette trottin | Aristide Perré | Aristide Perré | Aristide Perré | Éditions Rouff |
| ?      | …                                                        |                |                |                |                |

### Comics
| Sortie | Titre       | Scénariste | Dessinateur | Coloriste | Éditeur |
| ------ | ----------- | ---------- | ----------- | --------- | ------- |
| ?      | à compléter |            |             |           |         |
| ?      | …           |            |             |           |         |

### Mangas
| Sortie | Titre       | Scénariste | Dessinateur | Coloriste | Éditeur |
| ------ | ----------- | ---------- | ----------- | --------- | ------- |
| ?      | à compléter |            |             |           |         |
| ?      | …           |            |             |           |         |

## Naissances
- Tony Tallarico, dessinateur américain
- Chiqui de la Fuente, auteur espagnol
- Léandre Bergeron, scénariste québécois
- 4 janvier : Miguel Quesada (es), auteur espagnol
- 2 mars : Jacques Kamb, auteur français (Dicentim)
- 4 mai : Michel-Paul Giroud, auteur français
- 8 mai : Jamic, auteur belge
- 14 mai : Vladimiro Missaglia, dessinateur italien
- 27 mai : Manfred Sommer, dessinateur espagnol
- 4 juillet : Charles Degotte, auteur belge (Le Flagada, Les Motards)
- 10 juillet : Carlo Chendi, scénariste italien
- 15 juillet : Guido Crepax, auteur italien (Valentina)
- 4 août : Thé Tjong-Khing (nl), auteur néerlandais né à Java
- 7 août : Sam Gross, auteur américain de comic strips et de dessins d'humour
- 9 octobre : Bill Tidy, auteur anglais
- 5 septembre : Renzo Calegari, dessinateur italien
- 17 novembre : Roger Leloup, auteur belge (Yoko Tsuno)
- 23 novembre : Franco Oneta (it), auteur italien
- 1er décembre : Fujiko F. Fujio, auteur japonais (Doraemon)
- 4 décembre : Louis Salvérius
- 20 décembre : Marcel Uderzo, auteur français

## Décès
- 15 février : Pat Sullivan, créateur de Félix le Chat